# William Marcellus Howard

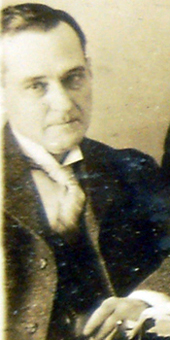
William Marcellus Howard

William Marcellus Howard (* 6. Dezember 1857 in Berwick, St. Mary Parish, Louisiana; † 5. Juli 1932 in Augusta, Georgia) war ein US-amerikanischer Politiker. Zwischen 1897 und 1911 vertrat er den Bundesstaat Georgia im US-Repräsentantenhaus.

## Werdegang
Noch in seiner Jugend kam William Howard mit seinen Eltern nach Georgia, wo er die öffentlichen Schulen und das Martin’s Institute in Jefferson besuchte. Anschließend studierte er bis 1877 an der University of Georgia in Athens. Nach einem anschließenden Jurastudium und seiner im Jahr 1880 erfolgten Zulassung als Rechtsanwalt begann er in Lexington in seinem neuen Beruf zu  arbeiten. Zwischen 1884 und 1896 war Howard Staatsanwalt im nördlichen Gerichtsbezirk von Georgia.
Politisch war Howard Mitglied der Demokratischen Partei. Bei den Kongresswahlen des Jahres 1896 wurde er im achten Wahlbezirk von Georgia in das US-Repräsentantenhaus in Washington, D.C. gewählt, wo er am 4. März 1897 die Nachfolge von Thomas G. Lawson antrat. Nach sechs Wiederwahlen konnte er bis zum 3. März 1911 sieben Legislaturperioden im Kongress absolvieren. In diese Zeit fiel der Spanisch-Amerikanische Krieg von 1898.
Im Jahr 1910 wurde Howard von seiner Partei nicht mehr zur Wiederwahl nominiert. Zwischen 1905 und 1912 war er auch Vorstandsmitglied der Smithsonian Institution. Im Jahr 1910 war er eines der ersten Kuratoriumsmitglieder der von Andrew Carnegie gegründeten Friedensstiftung Carnegie Endowment for International Peace. Zwischen 1911 und 1913 gehörte Howard der Bundeszollkommission (United States Tariff Board) an. Im Jahr 1913 zog er nach Augusta, wo er als Anwalt praktizierte. Dort ist er am 5. Juli 1932 auch verstorben.